# 386. Infanterie-Division (Wehrmacht)
La 386. Infanterie-Division fu una divisione dell'esercito tedesco attiva durante la seconda guerra mondiale che venne creata nell'aprile 1940 e sciolta nel agosto dello stesso anno. La divisione fu ricostituita come 386. Infanterie-Division (mot.), che fu schierata sul fronte orientale e utilizzata per ristabilire la 3. Infanterie-Division (mot.).

## Storia

### 386. Infanterie-Division
La divisione fu costituita il 1º aprile 1940, in Polonia da riservisti ed il quartier generale in tempo di pace era a Cottbus. La divisione rimase in Polonia fino al maggio 1940 e poi fu spostata a Cottbus a giugno. Dal luglio 1940, dopo l'armistizio francese le 16 compagnie di reclutamento sul campo furono separate dai reggimenti di fanteria e riunite in un dipartimento ed il 13 agosto la divisione fu sciolta. I sette battaglioni di fucilieri statali furono impiegati per formare battaglioni di guardie.

### 386. Infanterie-Division (mot.)
Il 25 novembre 1942, la divisione fu ricostituita nella 386. Infanterie-Division (mot.) a Francoforte sull'Oder. Fu spostata sul fronte orientale all'inizio del 1943 all'Heeresgruppe D, dove fu utilizzata il 1º marzo per ristabilire la 3. Infanterie-Division (mot.), che era stata distrutta a Stalingrado.

## Ordine di battaglia
386. Infanterie-Division
- Infanterie-Regiment 656
- Infanterie-Regiment 657
- Infanterie-Regiment 658
- Divisions-Batterie 386
- Aufklärungs-Schwadron 386
- Nachrichten-Kompanie 386

386. Infanterie-Division (mot.)
- Panzer-Abteilung 386
- Grenadier-Regiment 149
- Panzer-Grenadier-Regiment 153
- Kradschützen-Bataillon 386
- Artillerie-Regiment 386
- Infanterie-Divisions-Nachrichten-Abteilung 386
- Divisions-Nachschubführer 386

## Comandanti
386. Infanterie-Division (mot.)
- Generalmajor Kurt Jesser (25 novembre 1942 - 1º marzo 1943)